# 1023
Évszázadok: 10. század – 11. század – 12. század
Évtizedek: 970-es évek – 980-as évek – 990-es évek – 1000-es évek – 1010-es évek – 1020-as évek – 1030-as évek – 1040-es évek – 1050-es évek – 1060-as évek – 1070-es évek
Évek: 1018 – 1019 – 1020 – 1021 –  1022 – 1023 – 1024 – 1025 – 1026 – 1027 – 1028

## Események
- Az Abbádida-dinasztia alapítása, I. Abbád kalifa trónra lépése a Córdobai Kalifátusban.
- Az iszfaháni Kakújidák elfoglalják Szamá ad-Daula hamadáni emírségét (vagy 1024-ben)

## Születések
- VII. Vilmos aquitániai herceg († 1058).